# Hoài Nam nghĩa sĩ miếu
Hoài Nam nghĩa sĩ miếu (hay còn gọi là Nghĩa sĩ miếu, Nghĩa sĩ từ, tiếng Pháp: Temple du Souvenir Indochinois - Đền tưởng niệm người Đông Dương) là một miếu thờ được chính phủ Pháp xây dựng tại Paris để tưởng niệm những người Việt Nam hy sinh trên đất Pháp trong Thế chiến thứ Nhất. Nghĩa sĩ miếu được khánh thành ngày 09 tháng 06 năm 1920 tại Nogent-sur-Marne, Paris.

## Lịch sử
Lịch sử ngôi đền bắt đầu vào năm 1905, khi quan đẩu tỉnh Thủ Dầu Một là Ernest Outrey đã ra lệnh làm cấp tốc một ngôi nhà bằng gỗ dựa theo kiểu thức của đình Bà Lụa, sau đó chuyên chở bằng tàu đem qua Pháp để tham dự cuộc triển lãm Colonial Exhibition Marseille tổ chức vào năm 1906.
Năm 1907, chính quyền Pháp đem công trình đến triển lãm lần thứ hai trong khu vườn Thuộc địa ở ngoại ô Paris. Ngôi đền nằm tại vị trí này cho đến nay.
Trong chiến tranh thế giới thứ Nhất, nhiều người Đông Dương đã tùng chinh sang nước Pháp làm lính hoặc làm thợ để chống lại quân Đức, trong đó chủ yếu là người Việt Nam. Khi kết thúc chiến tranh đã có hơn 1.500 lính, thợ Việt Nam hy sinh. Chính phủ Pháp muốn dành một phần trong Vườn thuộc địa để xây dựng một đài tưởng niệm các binh sĩ Việt Nam trận vong. Chính phủ Pháp giao việc xây dựng miếu cho Thống sứ Bắc Kỳ cùng thu xếp đồ vật thờ cúng và các hạng biển ngạch, liễn đối để trần thiết. Thống sứ Bắc Kỳ báo cho Tòa Khâm sứ, viên Khâm sứ mới bàn với bề tôi Cơ mật viện dâng tờ tâu xin giao cho bộ Lễ bàn bạc thi hành, lại xin ban cho một đạo sắc văn gởi tới đặt trong Nghĩa sĩ miếu để an ủi hồn thiêng.
Sau khi công việc xây dựng hoàn tất, Bộ Thuộc địa gửi điện văn cho Phủ Toàn quyền Đông Pháp chuyển cho Tòa Khâm sứ Trung Kỳ hội thương báo cho Cơ mật viện biết để tâu lên vua xin chỉ. Vua Khải Định sai Thự Tổng đốc lãnh Tuần phủ Quảng Ngãi là Đặng Ngọc Oánh làm Khâm mệnh qua nước Pháp dự lễ khánh thành Nghĩa sĩ miếu. Khi đi ông còn mang theo một đạo sắc văn của vua Khải Định ban cho các hương hồn chiến sĩ trận vong vì nước Pháp. Sắc văn có nội dung: “Đại Nam hoàng đế sắc ban cho lính chiến, lính thợ qua Tây: Ngày trước vâng lời dụ của trẫm ứng mộ qua quý quốc, có người làm việc lập công không nề lao khổ, có người cầm gươm khoác giáp dũng cảm xông lên, nhiệt thành với lân bang, hết lòng trong nghĩa vụ, không may mà chết. Người đời từ trước ai không chết, chết vì việc nước chết cương thường là chết được đúng chỗ, chết có tiếc gì. Nhưng hồn côi đất lạ, thân quyến ngóng trông, nhắc tới việc ấy, trẫm rất thương xót. Nay võ công cáo thành, lập đền kỷ niệm ở quý quốc để thờ cúng, linh sảng ngàn thu nhờ đó được cúng tế tiếc thương. Anh hùng muôn thuở ngang qua nơi ấy ngẫm nghĩ nhớ nhung, nếu có thiêng thì nơi chín suối cũng được an ủi. Kính thay!” Sắc văn được rước vào đặt trong Nghĩa sĩ miếu để an ủi hồn thiêng. Ngoài Khâm mệnh Đặng Ngọc Oánh còn có đại biểu xứ Nam Kỳ là Lê Quang Liêm.
Tham dự lễ khánh thành, đại diện Chính phủ Pháp có Bộ trưởng Thuộc địa là Albert Sarraut, Thống chế Joffre, Đại tướng Berdoulat và nhiều yếu nhân khác. Ngoài ra còn có các cựu chiến binh Việt, Pháp đang sinh sống tại Pháp. Đại biểu Nam Kỳ là Lê Quang Liêm, người phát ngôn cho những người lính thợ Đông Dương, đã đọc diễn văn khai mạc buổi lễ. Kế đến là bài phát biểu của Khâm mệnh Đặng Ngọc Oánh, hai vị đều nói qua việc người Việt hy sinh trong chiến tranh và qua đó tuyên cáo tình cảm của Chính phủ Pháp với những người đã hy sinh. Kế đến Hội chủ hội Kỷ niệm là Henri Gourdon lên diễn đàn tuyên bố việc xây dựng đền kỷ niệm, lại mong hương khói ở miếu kéo dài ngàn năm. Tiếp đến Tổng trưởng Bộ Thuộc địa là Albert Sarraut chủ tọa tuyên đọc điếu văn. Sau bài phát biểu của Albert Sarraut là nghi thức rước sắc vua ban vào an vị trong Nghĩa sĩ miếu. Kế đến là nghi thức tế lễ cổ truyền.
Các năm sau, mỗi khi đến Lễ Các thánh Nam Nữ (vào ngày 01/11 hằng năm), Chính phủ Pháp phái đại viên tới đặt vòng hoa, đọc điếu văn truy điệu. Đến Tết Nguyên đán, du học sinh ba kỳ và những binh lính thợ thuyền ngụ ở Paris nối nhau tới thắp hương lễ bái.
Vào thứ Hai ngày 26/6/1922, nhân chuyến dự Đấu xảo Marseille vua Khải Định (vị vua Việt Nam đầu tiên công du sang Pháp) với con trai là hoàng tử Bảo Đại, cùng quan Thượng thư Thuộc địa Albert Sarraut đến viếng Nghĩa sĩ miếu. Nhân dịp này vua Khải Định tặng biển ngạch bằng bạc cho Nghĩa sĩ miếu. Trong biển ngạch khắc năm đại tự chữ Hán thếp vàng: “Việt nghĩa hách Âu thiên” (Nghĩa Việt sáng trời Âu).
Theo Đại Nam thực lục cho biết: “Sau khi miếu xây xong hơn mười năm, có nguyên Thủ hiến Nha Học chính Đông Pháp Gourdon làm Hội chủ thường xuyên giám sát đôn đốc và đặt miếu phu (binh lính hoặc thợ người nước ta) ở đó coi giữ”.
Thế chiến II xảy ra, có thêm khoảng 1.400 binh lính người Việt chết cho nước Pháp. Chính quyền Pháp cho dựng thêm tấm bảng trong ngôi đền để ghi danh họ. Sau đó, Pháp lại sa lầy vào cuộc chiến 9 năm với Việt Nam, kết thúc bằng thảm bại ở Điện Biên Phủ. Tên của những người Việt ngã xuống trong hàng ngũ quân Pháp lại được bổ sung tại ngôi đền.
Đến ngày 21/4/1984, một trận hỏa hoạn đã thiêu rụi Nghĩa sĩ miếu. Trên nền cũ, chỉ còn lại lối đi tam cấp có tạc hình rồng bằng đá. Năm 1992 người ta cho dựng ngay trung tâm nền ấy một kiến trúc mới đơn sơ nhỏ hơn trước và có vẻ giống như mô típ đền của Nhật Bản. Phương đình này được dựng lên để tiếp tục làm nhiệm vụ là Đài Tưởng niệm các tử sĩ người Đông Dương.
Ngoài Nghĩa sĩ miếu ở Paris, trên đất Pháp còn có 6 công trình Ký ức Đông Dương (Souvenir Indochinois), còn gọi là tượng “người lính An Nam chiến thắng” (Soldat annamite victorieux) được dựng ở Marseille, Aix-en Provence, Montpellier, Tabes, Bergerac và Toulouse.

## Kiến trúc
Nghĩa sĩ miếu được xây dựng theo quy chế đền thờ ở nước ta (khung nhà từ Bắc Kỳ chế tác gởi qua). Miếu gồm ba gian, hai chái rất to lớn và tráng lệ. Bàn thờ gian giữa đặt di ảnh của Anh Duệ hoàng thái tử (Hoàng tử Cảnh), bàn thờ gian bên trái thờ lính chiến trận vong (đều có danh sách), có ảnh chân dung của phi tướng Đỗ Hữu Vị[3] đặt ở đó. Ngoài ra người Cao Miên, Ai Lao trận vong cũng được thờ chung phía dưới. Bàn thờ gian bên phải thờ lính thợ trận vong.
Trước án thờ chính giữa treo một biển ngạch với bốn chữ Hán: “Cảm khái hệ chi”, bốn phía có chấn song nghi trượng. Có hai cặp liễn đối sơn son thếp vàng treo trên cột miếu, cặp thứ nhất: “Dự liệt cường tứ hải đằng danh, xả sanh thủ nghĩa/ Cử toàn Việt tam kỳ ứng mệnh, hứa quốc dĩ thân (Bốn năm cùng liệt quốc vang danh, bỏ mình giữ nghĩa/ Ba kỳ khắp Việt Nam ứng mệnh, vì nước trao thân); Cặp liễn thứ hai: “Nghĩa trọng giao lân, tráng chí tại sinh tử tồn vong chi ngoại/ Thân quy dị vực, trung hồn do huân cao thê sản kỳ gian” (Nghĩa trọng bang giao, chí mạnh ngoài việc mất còn sống chết/ Thân về cõi lạ, hồn trung còn nơi cúng tế tiếc thương).
Trước Nghĩa sĩ miếu dựng thêm rạp hoa, bên trong miếu bày đủ hương đèn tự khí,  ngoài đặt chuông trống và treo cờ các màu, lễ nhạc có một nửa tham chước tục lệ Á Đông.
Cạnh Nghĩa sĩ miếu lại xây Nghĩa sĩ đài để kỷ niệm những người Đông Dương theo Thiên Chúa giáo trận vong, trên đó có ghi tên họ rõ ràng, có thể đọc được. Trên Nghĩa sĩ đài có dòng chữ Pháp: “Aux Indochinois Chrétiens Morts Pour la France” (Tưởng niệm những người Công giáo Đông Dương chết vì nước Pháp).